# ام‌وی پویالاپ
ام‌وی پویالاپ (به انگلیسی: MV Puyallup) یک کشتی است که طول آن ۴۶۰ فوت ۲ اینچ (۱۴۰٫۳ متر) می‌باشد. این کشتی در سال ۱۹۹۹ ساخته شد.